# Gymnoprosopa pallida
Gymnoprosopa pallida is een vliegensoort uit de familie van de dambordvliegen (Sarcophagidae). De wetenschappelijke naam van de soort is voor het eerst geldig gepubliceerd in 1926 door Harry Willis Allen.